# Rhinoraja longi
Rhinoraja longi és una espècie de peix de la família dels raids i de l'ordre dels raïformes.

## Reproducció
És ovípar i les femelles ponen càpsules d'ous, les quals presenten com unes banyes a la closca.

## Hàbitat
És un peix marí i d'aigües profundes que viu entre 390–435 m de fondària.

## Distribució geogràfica
Es troba a l'oceà Pacífic nord: les Illes Aleutianes.

## Observacions
És inofensiu per als humans.